# NGC 4698
NGC 4698 је спирална галаксија у сазвежђу Девица која се налази на NGC листи објеката дубоког неба.
Деклинација објекта је + 8° 29' 18" а ректасцензија 12h 48m 23,0s. Привидна величина (магнитуда) објекта NGC 4698 износи 10,7 а фотографска магнитуда 11,5. Налази се на удаљености од 25,069 милиона парсека од Сунца. NGC 4698 је још познат и под ознакама UGC 7970, MCG 2-33-24, CGCG 71-45, VCC 2070, IRAS 12458+0845, PGC 43254.